# دایره کتی
دایره کتی (به لاتین: Kati Cercle) یک منطقهٔ مسکونی در مالی است که در استان کولیکورو واقع شده‌است. دایره کتی ۱۶٬۸۹۶٫۶۱ کیلومتر مربع مساحت و ۹۴۸٬۱۲۸ نفر جمعیت دارد.